# 반포대교
반포대교(盤浦大橋)는 서울특별시 용산구 서빙고동과 서초구 반포동을 연결하는 다리이다. 1980년 1월 착공하여 1982년 6월 25일 준공되었다. 대한민국 최초의 2층 교량이고, 길이는 약 1.2Km이다. 반포대교의 아래에는 잠수교가 있다.
이 다리에 설치된 분수대는 2008년 12월 14일 세계 기네스 협회에서 세계 최장 교량 분수로 공식 인증하였다.
반포대교와 잠수교, 그리고 달빛무지개 분수는 한강 르네상스 프로젝트로 인해 반포한강공원의 일부가 되었다.
서울시에서 추진한 강남지구 도시개발촉진책의 일환으로 건설된 대한민국 최초의 2층 교량으로 보존가치가 있음을 인정받아 2013년에 서울미래유산으로 등재되었다.

## 잠수교
잠수교(潛水橋)는 한강의 9번째 교량으로 1975년 9월 착공하여 1976년 7월 15일 개통되었다. 너비 18미터에 길이 1,225미터의 4차선 교량으로, 다른 한강 다리가 물 위 16~20미터에 건설되는 데 비하여 2.7미터 위치에 놓여서 장마철에는 다리가 물에 잠기도록 설계된 잠수교이다. 반포대교의 아래쪽에 있다. 1986년 한강 종합 개발 사업으로 유람선을 원활하게 운행시키기 위하여 다리를 위로 약간 솟은 형태로 개조하면서, 현재의 모습을 갖추게 되었다.
한강의 수위에 따라서 차량 통행이 통제되기도 하여, 집중 호우에 따른 한강의 수위 변화의 상황을 상징적으로 보여주는 척도의 역할도 수행하고 있다. 다리는 왕복 2차선의 차도와 자전거 전용도로 및 보행로로 구성되어 있다. 한강 자전거길과 평면 교차하며 한강 자전거길은 횡단보도를 이용하여 잠수교를 건널 수 있다.

## 강변북로
강변북로 구리방향에서는 반포대교를 탈 수 있고, 반포대교 북단에서는 강변북로 일산방향과 구리방향으로 갈아탈 수 있으나 반대로 강변북로 일산방향에서는 반포대교를 탈 수 없고 서빙고동 신동아 아파트가 있는 쪽으로 진입하다가 이촌로로 빠지는 2차로를 거쳐 서빙고역에서 역P턴을 하여 한강중학교가 있는 지점에서 우회전하면 탈 수 있으나 진입이 매우 어렵다. 하지만 강변북로 일산방향에서 성수대교로 갈아타는 근처에 용비교로 빠져나와 서빙고로로 가는 길이 있는데 이렇게 하면 서빙고역에서 바로 우회전을 하면 가능하다.

## 달빛 무지개 분수
달빛 무지개 분수는 수중펌프 38대를 이용하여 반포대교 1,140m (상·하류 각 570m) 구간에 설치된 380개의 노즐에서 분당 190여 톤의 한강물을 끌어올려 20여m 아래 한강으로 내뿜는 방식으로 연출되는 분수이다. 이 분수는 단순히 물만 내뿜는 것이 아니고 음악에 맞춰 웅장하고 역동적으로 움직여 눈과 귀를 즐겁게 하고, 190개의 경관조명에서 흘러나오는 빛은 분수를 형형색색으로 물들이는 것이 특징이다. 분수 가동 시간은 낮 12시30분, 오후 3시, 5시 (주말), 8시, 8시 40분, 9시 20분, 10시 (금요일·주말)이다.
2009년 2월 현재 무지개 분수는 영국에 있는 세계기네스 협회에 “세계에서 가장 긴 교량분수” 로 등재되어 있다. '달빛 무지개 분수'라는 이름은 2009년 3월 30일 개명된 것이다.

## 사진

반포대교 입구에 설치된 비석. 서울 서초구 반포동 구간에 위치한다.
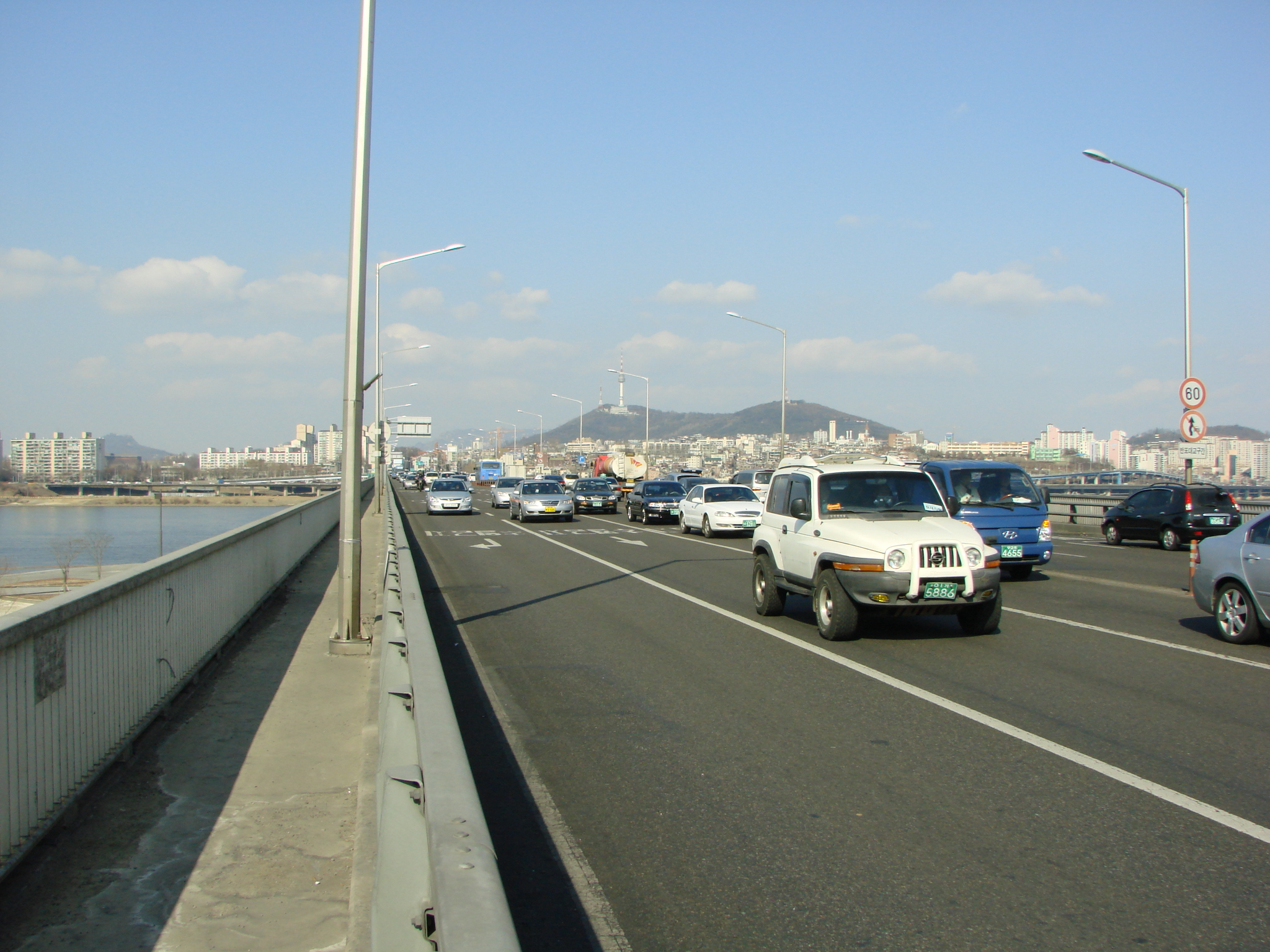
반포대교
잠수교 보행자 보도에서 찍은 사진. 위쪽이 반포대교이다.
동작대교에서 촬영한 반포대교의 야경. 분수는 가동하지 않고 있는 상태이다.
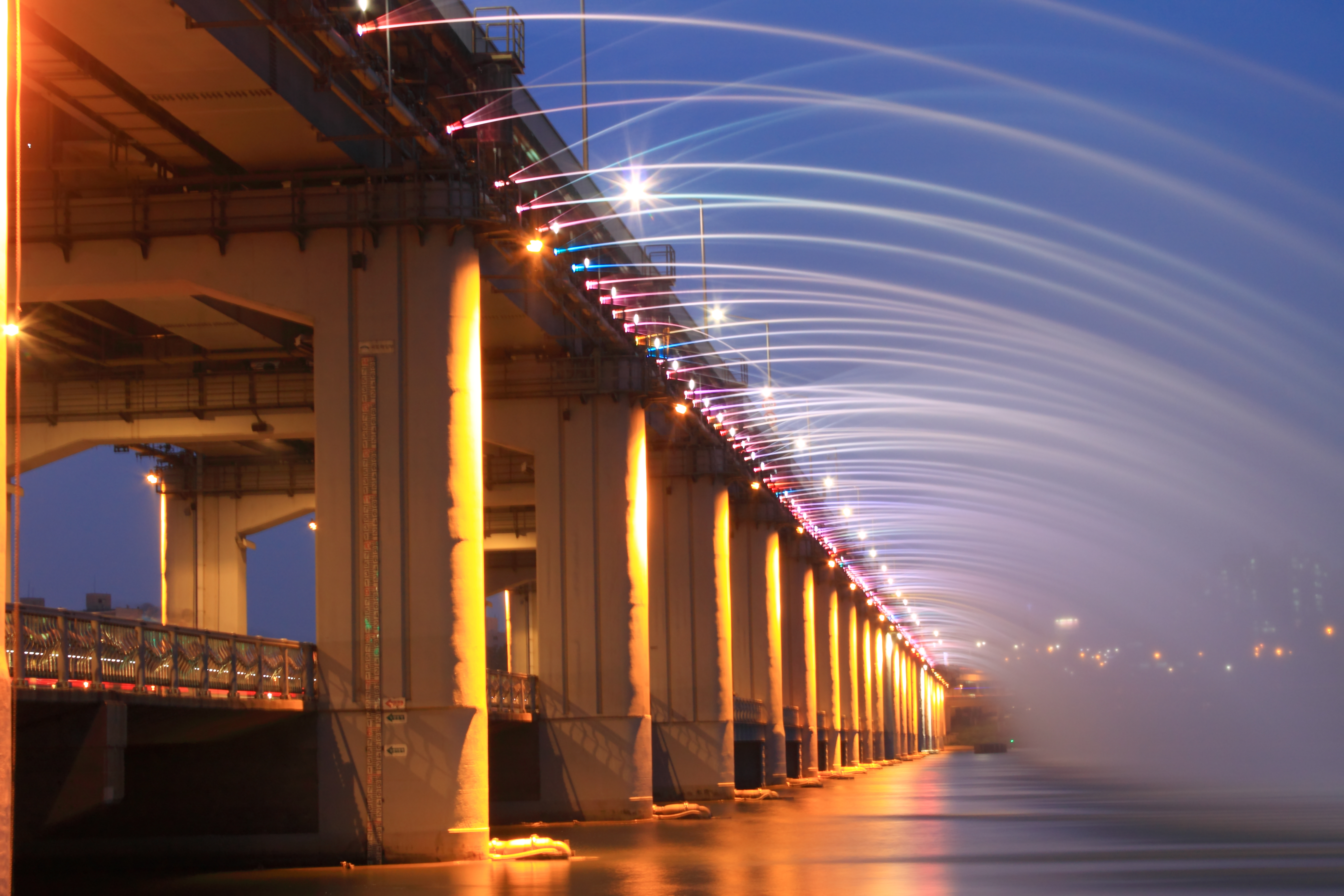
음악 분수가 가동된 모습.
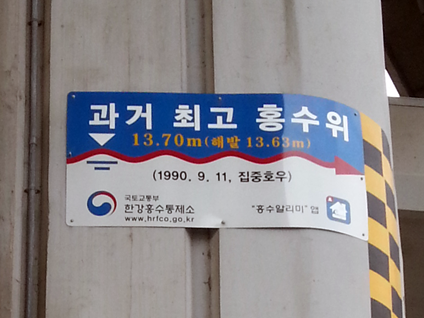
잠수교 북단의 1990년 한강 대홍수 당시 '과거 최고 홍수위' 안내판1
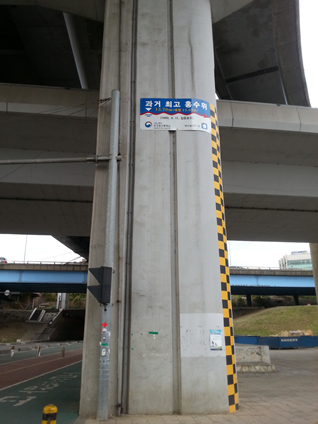
잠수교 북단의 1990년 한강 대홍수 당시 '과거 최고 홍수위' 안내판2